# Eurynomeus argo
Eurynomeus argo är en insektsart som beskrevs av Ronald Gordon Fennah 1951. Eurynomeus argo ingår i släktet Eurynomeus och familjen vedstritar. Inga underarter finns listade i Catalogue of Life.